# Tim Bergmann
Tim Bergmann (* 2. März 1972 in Düsseldorf) ist ein deutscher Schauspieler. Seinen Durchbruch hatte er 1996 als homosexueller Automechaniker Edgar in Rolf Silbers Filmkomödie Echte Kerle. Einem breiteren Fernsehpublikum wurde er als Kommissar Oliver von Bodenstein in der ZDF-Fernsehreihe Der Taunuskrimi bekannt. Seit 1993 stand er bislang in über 100 Film- und Fernsehproduktionen vor der Kamera und wirkte in mehreren Theaterinszenierungen.

## Leben

### Ausbildung und Theater
Tim Bergmann absolvierte von 1991 bis 1994 im Anschluss an sein Abitur am Pascal-Gymnasium in Grevenbroich seine Schauspielausbildung an der Otto-Falckenberg-Schule in München. Bereits während seiner Ausbildung trat er an den Münchner Kammerspielen auf. Seit 2010 steht er regelmäßig gemeinsam mit Michael von Au in der Inszenierung Die Au Mann Schau – spontan aber herzlich am Bayerischen Staatsschauspiel auf der Bühne. In den Jahren 2012, 2014 und 2016 war er in Gastengagements an der Schauburg München zu sehen.

### Film, Fernsehen und Hörspiel
1993 gab Bergmann sein Fernsehdebüt in der Bergwacht-Serie Wildbach. Seine nachfolgende Nebenrolle als Zuhälter in Rainer Matsutanis Krimikomödie Nur über meine Leiche im Jahr 1995 stellte sein Debüt auf der Kinoleinwand dar. Seine erste Hauptrolle erhielt er an der Seite von Andreas Nickl in Bernd Fischerauers Fernsehserie Wanderjahre – Zwei zum Verlieben (1995/96) als bayerischer Zimmermannsgeselle Moritz Münzer. Der Durchbruch in Film und Fernsehen gelang ihm neben Christoph M. Ohrt durch seine Darstellung des homosexuellen Automechanikers Edgar in Rolf Silbers Filmkomödie Echte Kerle. Diese Rolle brachte ihm eine Nominierung zum Bundesfilmpreis in der Kategorie als „bester Nebendarsteller“ ein. Bodo Fürneisen besetzte ihn 1997 neben Klausjürgen Wussow und Suzanne von Borsody als Dr. Marco Schöne in dem Filmdrama Ärzte: Vollnarkose. 1998 war er als Kriminalassistent Freddie Bahlo neben Götz George und Corinna Harfouch im Nico-Hofmann-Thriller Solo für Klarinette zu sehen. 2002 stand er für den ARD-Zweiteiler Der Seerosenteich, der auf dem gleichnamigen Roman von Christian Pfannenschmidt basiert, an Schauplätzen in Schleswig-Holstein, Hamburg, Paris und New York City in der männlichen Hauptrolle des Arztes Jon Rix neben Natalia Wörner, Anja Kling und Hannelore Elsner vor der Kamera. Unter der Regie von Sharon von Wietersheim war er neben Valerie Niehaus, Gedeon Burkhard und Peter Sodann in der Filmkomödie Das bisschen Haushalt (2003) in der Rolle des Taxifahrer und Zeichners Frank zu sehen, der nach Jahren seine Jugendliebe in München wiedertrifft. Neben Lisa Martinek und Christoph Waltz spielte Bergmann 2007 in Stephan Meyers Fernsehremake Die Zürcher Verlobung – Drehbuch zur Liebe den Schweizer Arzt Jean Berner. In Thomas Kronthalers ZDF-Drama Gletscherblut übernahm er 2009 die Rolle des Glaziologen Carlo Bonatti. In Nikolai Müllerschöns Hochzeiten (2012) und der Fortsetzung Just Married – Hochzeiten zwei (2013) spielte er, erneut an der Seite von Martinek, den Workaholic und Flugzeugingenieur Ingo.
Seit 2013 verkörpert Bergmann in der ZDF-Fernsehreihe Der Taunuskrimi, die auf den Romanen von Nele Neuhaus basiert, die durchgehende Hauptrolle des Kommissars Oliver von Bodenstein, der Vorgesetzte der Kripo Hofheim. Eine weitere feste Hauptrolle hatte er als titelgebender Rechtsmediziner in der dreiteiligen Sat.1-Krimireihe Ein Fall für Dr. Abel (2018/19). Er ist darüber hinaus auch als Hörspielsprecher tätig. Von 2005 bis 2006 spielte er zusammen mit Mirja Boes und Florian Lukas in der Hörspielserie des Bastei-Lübbe-Verlags Leben hoch drei. 

### Privates
Tim Bergmann ist Mitglied der Deutschen Filmakademie.

## Filmografie

### Kino
- 1995: Nur über meine Leiche
- 1996: Echte Kerle
- 1998: Solo für Klarinette
- 1998: Flanell No. 5
- 2000: München – Geheimnisse einer Stadt
- 2010: Sascha
- 2015: Schattenwald
- 2015: Schwester Weiß
- 2025: The World Will Tremble

### Fernsehen

#### Fernsehfilme
- 1998: Verfolgt! – Mädchenjagd auf der Autobahn
- 1999: Götterdämmerung – Morgen stirbt Berlin
- 1998: Herzlos
- 1999: Das verflixte Babyjahr – Nie wieder Sex
- 1999: Der Erlkönig – Auf der Jagd nach dem Auto von morgen
- 1999: Verratene Freundschaft – Ein Mann wird zur Gefahr
- 1999: Deine besten Jahre
- 1999: Racheengel – Stimme aus dem Dunkeln
- 1999: Camino de Santiago (Dreiteiler)
- 2000: Zärtliche Sterne
- 2000: Der Runner
- 2001: Edelweiß
- 2001: Mondscheintarif
- 2002: Pest – Die Rückkehr
- 2002: Schleudertrauma
- 2002: Am Ende die Wahrheit
- 2003: Der Seerosenteich (Zweiteiler)
- 2003: Freundinnen für immer
- 2003: Wie tauscht man seine Eltern um?
- 2003: Das bisschen Haushalt
- 2003: Liebe in letzter Minute
- 2004: Der weiße Afrikaner
- 2005: Die letzte Schlacht
- 2005: Das Geheimnis des roten Hauses (Zweiteiler)
- 2005: Ein Kuckuckskind der Liebe
- 2006: Donna Leon – Das Gesetz der Lagune
- 2006: Ein langer Abschied
- 2006: Stunde der Entscheidung
- 2006: Schuld und Rache
- 2006: Heute heiratet mein Ex
- 2006: Hunde haben kurze Beine
- 2006: Afrika – Wohin mein Herz mich trägt
- 2007: Tarragona – Ein Paradies in Flammen
- 2007: Die Zürcher Verlobung – Drehbuch zur Liebe
- 2008: Mama arbeitet wieder
- 2008: Ein riskantes Spiel
- 2009: Der Typ, 13 Kinder & ich
- 2009: Durch diese Nacht
- 2009: Gletscherblut
- 2010: Luises Versprechen
- 2010: Urlaub mit kleinen Folgen
- 2010: Die Tochter des Mörders
- 2010: Uns trennt das Leben
- 2011: Der kalte Himmel (Zweiteiler)
- 2011: Liebeskuss am Bosporus
- 2011: Männer ticken, Frauen anders
- 2011: Das unsichtbare Mädchen
- 2012: Engel der Gerechtigkeit – Brüder fürs Leben
- 2012: Hochzeiten
- 2012: Rommel
- 2013: Just Married – Hochzeiten zwei
- 2013: Unheil in den Bergen
- 2014: Die Mütter-Mafia
- 2014: Schlaflos in Istanbul (Zweiteiler)
- 2015: Die Müttermafia-Patin
- 2015: Wir, Geiseln der SS (Dokumentar-Zweiteiler)
- 2015: Unsichtbare Jahre
- 2019: Papa hat keinen Plan
- 2020: Weihnachtstöchter

#### Fernsehserien und -reihen
- 1993: Wildbach (Folge Kletterkrieg)
- 1995–1996: Wanderjahre – Zwei zum Verlieben (15 Folgen)
- 1997: Ärzte – Vollnarkose
- 1998: Zwei Brüder: Kaltes Herz (Fernsehreihe)
- 1998: Aus heiterem Himmel (Folge Jetzt oder nie)
- 2003: Tatort: Frauenmorde
- 2003: Die Verbrechen des Professor Capellari (Folge Bittere Schokolade)
- 2006: Donna Leon – Das Gesetz der Lagune
- 2009: Stolberg (Folge Requiem)
- 2010: Unter Verdacht – Laufen und Schießen
- 2011: Countdown – Die Jagd beginnt (Folge Entführt)
- 2012: Reiff für die Insel – Neubeginn
- 2012: Katie Fforde: Ein Teil von Dir
- seit 2013: Der Taunuskrimi (als KHK Oliver von Bodenstein)
  - 2013: Schneewittchen muss sterben
  - 2013: Eine unbeliebte Frau
  - 2014: Mordsfreunde
  - 2015: Tiefe Wunden
  - 2015: Wer Wind sät
  - 2016: Böser Wolf (Zweiteiler)
  - 2017: Die Lebenden und die Toten (Zweiteiler)
  - 2018: Im Wald (Zweiteiler)
  - 2022: Muttertag (Zweiteiler)
- 2013: Bella Block – Angeklagt
- 2014: Wilsberg – Nackt im Netz
- 2014: Ein starkes Team – Der Freitagsmann
- 2014: Schmidt – Chaos auf Rezept (Folge Hochzeitstag)
- 2015: Die Chefin (Folge Die blonde Frau)
- 2015: Der Bergdoktor – Wunschkind
- 2016: Einfach Rosa – Die zweite Chance
- 2016: SOKO Köln (Folge Tödlicher Alleingang)
- 2016: Der Alte (Folge Die Angst danach)
- 2017: Eltern allein zu Haus (2 Folgen)
  - 2017: Die Schröders
  - 2017: Frau Busche
- 2018: Chaos-Queens: Lügen, die von Herzen kommen
- 2018–2019: Ein Fall für Dr. Abel (3 Folgen)
  - 2018: Zersetzt
  - 2019: Zerschunden
  - 2019: Zerbrochen
- 2019: Der Alte (Folge Amalia)
- 2019: Der Bozen-Krimi: Gegen die Zeit
- 2020: Erzgebirgskrimi – Tödlicher Akkord
- 2021: Der Dänemark-Krimi: Rauhnächte
- 2023: Klara Sonntag – Erste Liebe
- 2023: Der Dänemark-Krimi: Blutlinie (ARD-Fernsehreihe)
- 2023: Die zweite Welle (Miniserie, 6 Folgen)